# Кефір

Кефір в упаковці Pur pack

Кефі́р (адиг. къундэпс; карач.-балк. гыпы) — кисломолочний напій, продукт змішаного молочнокислого та спиртового бродіння, який виробляють шляхом сквашування молока кефірними грибками, симбіотичною кефірною закваскою або заквашувальним препаратом. Заквашується декількома видами мікроорганізмів: молочнокислих бактерій Lactobacillus acidophilus і дріжджів, таких як Saccharomyces kefir. Дріжджі — є характерною ознакою кефіру, вміст яких не менше 10³ КУО (колонієтвірних одиниць) в 1 г продукту.
Напій виник на Північному Кавказі, зокрема в Приельбруссі у верхніх гірських районах Черкесії, Карачаю та Балкарії, звідки він потрапив до СРСР, а звідти поширився до Європи, Канади та у Сполучені Штати, де його готують шляхом ферментації коров’ячого, козячого або овечого молока кефірними зернами.
Кефір — це напій для сніданку, обіду та вечері, популярний в Україні, ⁣ Білорусі, Естонії, Угорщині, Латвії, Литві, Польщі, Румунії, та Чехії, де він відомий як доступний оздоровчий напій. Він також відомий у Норвегії, Швеції та Фінляндії, де поширені кисломолочні напої типу маслянки. Кефір особливо поширений серед українських і естонських меншин.  В країнах південних слов'ян кефір вживають у будь-який час доби, особливо із зельником, буреком і баницею, а також у холодних супах, які подають влітку.

## Походження та етимологія
Слово кефір, відоме в Росії та країнах Східної Європи принаймні з 1884 року, має північнокавказьке походження. Найбільш ймовірно кавказьке походження цього слова; порівняйте грузинське კეფირი (k'epiri), мінгрельське ქიფური (kipuri), осетинське "къӕпы" (k'æpy), карачаєво-балкарське "гыпи" (gıpı). Трансформація "п" у "ф" може вказувати на можливу передачу російською через арабську كِفِير‎ (kifīr), яка слугувала мовою міжетнічного спілкування в мусульманських частинах Кавказу.
Традиційний кефір готували в мішках з козячої шкіри, які вішали біля дверей; кожен, хто проходив повз, бив по мішках, щоб молоко та кефір добре перемішалися. У Карачаєво-Балкарії напій зветься "gıpı", що пов'язане з "gıbıt" (бурдюк). Саме під цією назвою «бурдюк» карачаївський кефір був поширений у другій половині 19 і на початку 20 століття. Кефір поширився з колишнього Радянського Союзу до решти Європи, Канади, Японії та Сполучених Штатів на початку 21 століття.
Батьківщиною кефіру вважаються «околиці Ельбрусу по верхів'ях Кубані».

## Ферментація

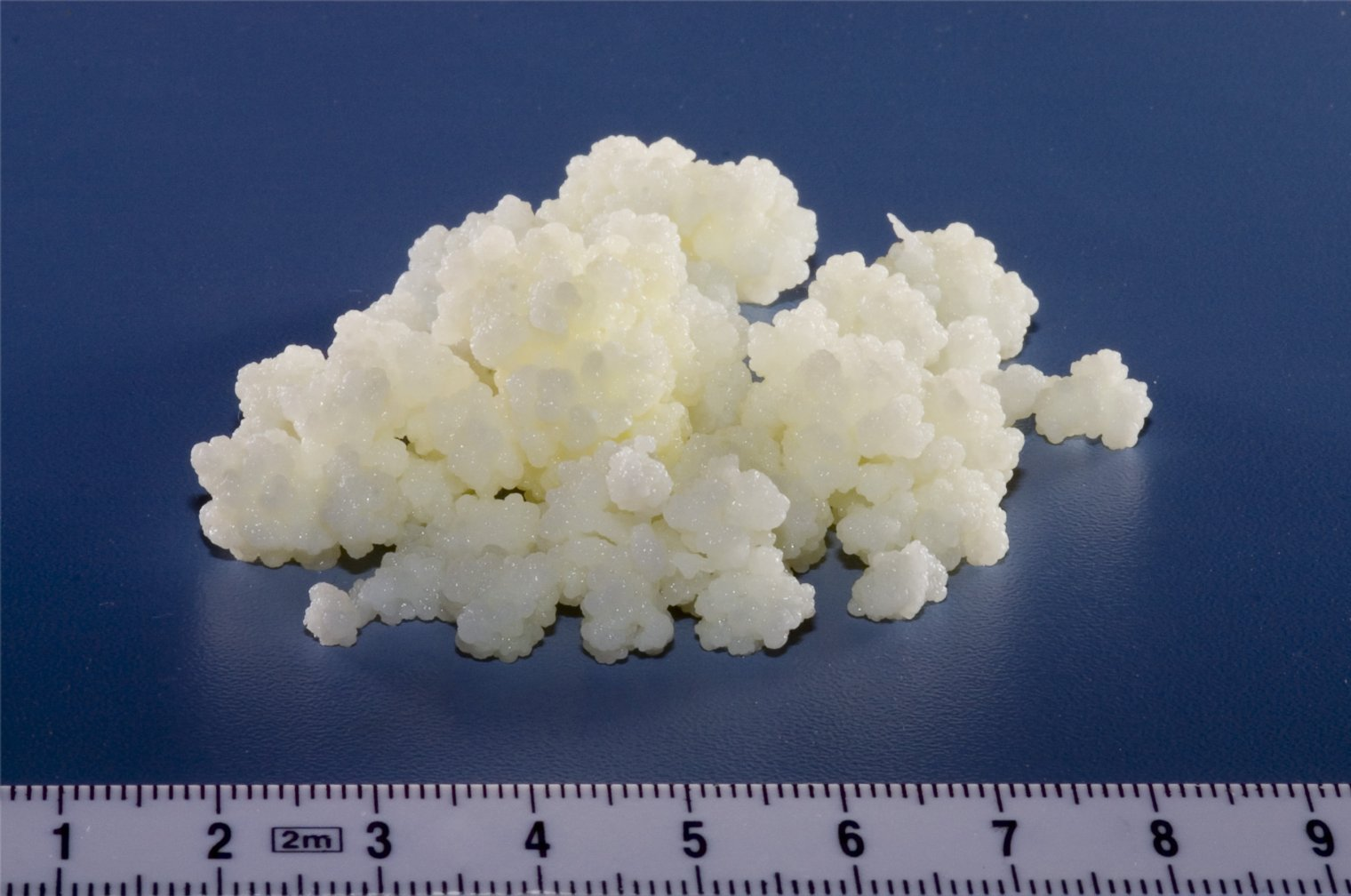
Кефірні зерна, симбіотична матриця бактерій і дріжджів

Традиційний кефір ферментується при температурі навколишнього середовища, як правило, протягом ночі. Ферментація лактози дає кислий, газований, злегка алкогольний напій, за консистенцією та смаком схожий на питний йогурт.
Під час ферментації відбувається зміна складу інгредієнтів. Лактоза, цукор, присутній у молоці, розщеплюється переважно до молочної кислоти (25%) молочнокислими бактеріями, що призводить до підкислення. Пропіонові бактерії далі розщеплюють частину молочної кислоти до пропіонової кислоти (ці бактерії також здійснюють подібну ферментацію в швейцарському сирі). Інші речовини, які сприяють смаку кефіру, це піровиноградна кислота, оцтова кислота, діацетил і ацетоїн (обидва вони надають «маслянистий» смак), лимонна кислота, ацетальдегід і амінокислоти, що утворюються в результаті розпаду білка.

### Знижений вміст лактози
Під час процесу ферментації бактерії та дріжджі розщеплюють лактозу на глюкозу та галактозу. У результаті ферментації рівень лактози знижується на 20–30% порівняно з початковим вмістом лактози в молоці. Одне дослідження показало, що коли люди з непереносністю лактози споживали таку саму кількість лактози в молоці, кефірі або йогурті, у двох останніх симптоми непереносності лактози значно зменшувалися протягом перших 8 годин після вживання. Цей результат свідчить про те, що йогурт і кефір можуть бути придатними для людей з непереносністю лактози. Однак довгостроковий вплив споживання кефіру на непереносність лактози не вивчався. Було також показано, що кисломолочні продукти мають більш повільний час перетравлення, ніж молоко, що може додатково покращити перетравлення лактози.

### Вміст алкоголю
Кефір містить етанол, який можна виявити в крові людини.  Рівень етанолу в кефірі може відрізнятися залежно від способу виробництва. Дослідження 2016 року кефіру, який продавався в Німеччині, показало рівень етанолу лише 0,02 г на літр, що пояснюється ферментацією у контрольованих умовах, що дозволяє рости лише лактобактеріям, але виключає ріст інших мікроорганізмів, які утворюють набагато більшу кількість етанолу. Дослідження німецького комерційного кефіру у 2008 році виявило рівні 0,002-0,005% етанолу. Кефір, який виробляли дрібні молокозаводи в Російській імперії на початку 20 століття, містив 1-2% етанолу. Сучасні процеси, які використовують коротший час ферментації, призводять до значно нижчих концентрацій етанолу, 0,2–0,3%.

## Харчова цінність

### Склад
Кефірні продукти містять поживні речовини в різних кількостях від незначних до значних, включаючи дієтичні мінерали, вітаміни, незамінні амінокислоти та кон’юговану лінолеву кислоту  в кількостях, подібних до неферментованого коров’ячого, козячого або овечого молока. При pH 4,2–4,6  кефір складається в основному з води та побічних продуктів процесу ферментації, включаючи вуглекислий газ і етанол.
Як і в молоці, у кефірі міститься кілька дієтичних мінералів, таких як кальцій, залізо, фосфор, магній, калій, натрій, мідь, молібден, марганець і цинк у кількостях, які не були стандартизовані в авторитетній базі даних поживних речовин. Подібно до молока, кефір містить в різних кількостях вітаміни, включаючи вітамін А, вітамін В1 (тіамін), вітамін В2 (рибофлавін), вітамін В3 (ніацин), вітамін В6 (піридоксин), вітамін В9. (фолієва кислота), вітамін B12 (ціанокобаламін), вітамін C, вітамін D і вітамін E. Незамінні амінокислоти, що містяться в кефірі, включають метіонін, цистеїн, триптофан, фенілаланін, тирозин, лейцин, ізолейцин, треонін, лізин і валін, як і в будь-якому молочному продукті.

### Мікробіота
Пробіотичні бактерії, які містяться в кефірних продуктах, включають: Lactobacillus acidophilus, Bifidobacterium bifidum, Streptococcus thermophilus, Lactobacillus delbrueckii subsp. bulgaricus, Lactobacillus helveticus, Lactobacillus kefiranofaciens, Lactococcus lactis і види Leuconostoc. Лактобактерії в кефірі можуть існувати в концентраціях приблизно від 1 до 1 мільйона мільярд КУО (колонієтвірних одиниць) на мілілітр і є бактеріями, відповідальними за синтез полісахариду кефірану.
Окрім бактерій, кефір часто містить штами дріжджів, які можуть метаболізувати лактозу, такі як Kluyveromyces marxianus, Kluyveromyces lactis і Saccharomyces fragilis, а також штами дріжджів, які не метаболізують лактозу, зокрема Saccharomyces cerevisiae, Torulaspora delbrueckii та Kazachstania unispora. Поживне значення цих штамів невідоме.

## Асортимент
Асортимент кефіру досить широкий. Випускають кефір з масовою часткою жиру 3,2; 2,5; 1,0 % жиру та знежирений, вітамінізований з вітаміном С, кефір фруктовий, біокефір.
Відсоток етилового спирту коливається від 0,12 в одноденному до 0,88 % у триденному кефірі.

## Традиційна технологія виробництва кефіру
Кефір виготовляють резервуарним і термостатним способами. Кефір має однорідну, з порушеним згустком консистенцію за резервуарного способу виробництва; з непорушеним — за термостатного способу. Допускається газоутворення у вигляді окремих очок, пов'язане з розвитком нормальної мікрофлори. На поверхні кефіру допускається не більше 2 % від об'єму продукту сироватки, що виділилася. Смак і запах кефіру кисломолочний, освіжаючий, злегка гострий. Колір молочно-білий, злегка кремовий.
Народний спосіб з козячого молока.
Залишити парне молоко на кілька днів за кімнатної температури. Кефір буде готовий, коли молоко розділиться на сироватку (знаходиться знизу, трішки забарвлена прозора рідина), саме кефір (біла густа речовина) і невелику кількість сметани (зверху). Кефір можна зробити менш густим, змішавши його з частиною сироватки.

### Резервуарний спосіб виробництва кефіру
Молоко нормалізують за масовою часткою жиру таким чином, щоб масова частка жиру у готовому продукті була не менше масової частки жиру, передбаченої стандартом. Для цього до незбираного молока додають знежирене молоко або маслянку. Можна проводити нормалізацію у потоці на сепараторах-нормалізаторах. Нормалізацію молока по масовій частці сухих речовин проводять шляхом додавання сухого знежиреного молока. Допускається виготовляти кефіри всіх видів із повністю відновленого молока. Після нормалізації контролюють масову частку жиру і густину суміші (молока). Густина суміші перед заквашуванням має становити: для кефіру 1%-ної жирності — 1029 кг/м³; кефіру 2,5 % і 3,2%-ної жирності — 1028 кг/м³.
Нормалізовану суміш направляють на теплову і механічну обробку, підігрівають до 45 °C, очищають на відцентрових молокоочищувачах. Очищену суміш гомогенізують при температурі від 65 до 85 °C. Далі очищену гомогенізовану суміш пастеризують за температури 92-94 °C з витримкою від 5 до 10 хв або ж пастеризують за температури 85-87 °C з витримкою від 10 до 15 хв, допускається витримка молока за цих температур від 30 до 40 хв. Після витримки суміш охолоджують до температури 23-25 °C. Заквашують і сквашують молоко в резервуарах для кисломолочних продуктів. Грибкову закваску (змиви з кефірних грибків) або виробничу кефірну закваску відповідно масою від 1 до 3 % або від 3 до 5 % від маси нормалізованої суміші вносять або у потоці одночасно з молочною сумішшю, або перед її подачею у резервуар. Суміш ретельно перемішують, мішалку виключають через 15 хвилин після закінчення заповнювання резервуара.
Молочну суміш сквашують за температури 23-25 °C до утворення згустку кислотністю від 85 до 100°Т (°Т — градусів Тернера), рН від 4,65 до 4,5. Потім сквашену суміш починають охолоджувати у резервуарі шляхом подачі холодної води у міжстінний простір та перемішувати. Молочний згусток перемішують періодично (кожні 60-90 хвилин), тривалість перемішування 10-30 хв. Після першого перемішування рекомендується визначити умовну в'язкість. Рекомендований показник умовної в'язкості після першого перемішування становить 30 се на приладі віскозиметр. Під час перемішування необхідно отримати однорідну консистенцію, без грудочок не перемішаного згустку. Неоднорідна консистенція і піноутворення сприяють виділенню сироватки. Тривалість охолодження до температури 14 °C, залишають для визрівання на 9-13 годин.
Визрівання кефіру вважається завершеним, якщо з моменту заквашування до закінчення визрівання пройшло не менше 24 години. Під час визрівання активізується життєдіяльність дріжджів, накопичуються продукти спиртового бродіння, відбувається гідратація білків. Після завершення процесу визрівання кефір перемішують і направляють на фасування.

### Термостатний спосіб виробництва кефіру
За термостатного способу нормалізовану, гомогенізовану, пастеризовану суміш (молоко) охолоджують до температури від 18 до 21 °C влітку та від 22 до 25 °C взимку, заквашують, ретельно перемішують і направляють на фасування. Розлив одного резервуара заквашеної суміші має тривати не більше 40 хв, щоб запобігти утворенню пластівців сквашеного молока. Заквашену суміш розливають перемішуючи, аби уникнути осідання закваски.
Розфасовану у тару суміш направляють у термостатну камеру для сквашування. Температуру в камері встановлюють від 28 до 21 °C влітку і від 23 до 25 °C взимку. Процес сквашування триває від 8 до 12 годин. Кінець сквашування визначають за показниками кислотности, які становлять від 75 до 80°Т або 4,85 — 4,75 одиниць рН.
Після закінчення сквашування молочний згусток направляють у холодильну камеру, де він поступово охолоджується до температури 6 °C, визріває від 8 до 13 годин, після чого технологічний процес вважається завершеним і продукт готовий до реалізації.
Кефір зберігають за температури 4 ± 2 °C.

## Технологія кефіру з подовженим терміном придатності до споживання
Для виробництва кефіру виробляють молоко, яке відповідає за органолептичними, фізико-хімічними та мікробіологічними показниками вимогам до виготовлення якісної кисломолочної продукції. Молоко при прийманні очищують, за необхідности доохолоджують до 4 °C. Термін зберігання сировини не має перевищувати 4 години. Молоко нормалізують, очищують, гомогенізують. Підготовлену суміш (молоко) пастеризують за температури 95 °C з витримкою до 10 хв. Пастеризовану суміш негайно охолоджують до температури 22 — 28 °C і вносять заквашувальний препарат таким чином, щоб виключити можливість вторинного обсіменіння. Кефір сквашують 12 — 16 годин до рН згустку 4,4 — 4,7. Тривалість сквашування залежить від сировини та активности закваски. Після закінчення сквашування згусток перемішують і охолоджують до 16-20 °C. Визрівання продукту можна проводити в тих резервуарах, де відбувалось сквашування, або в холодильній камері. Кефір розливають у герметичну тару. Термін придатності до споживання кефіру за температури зберігання 4 °C — 14 діб.

## Кефір, збагачений йодованим білком
Виробляється із пастеризованого молока з внесенням йодованого білка — йодказеїну, шляхом сквашування закваскою, приготовленою на кефірних грибках або інших заквашувальних препаратах для кефіру. Виготовлення продукту здійснюють згідно з традиційною технологією виробництва кефіру.
Особливості технології пов'язані з внесенням йодказеїну. Йодказеїн вносять у вигляді попередньо приготованого розчину у пастеризованому молоці або розчині двовуглекислого натрію (харчовій соді). Для приготування розчину в пастеризованому молоці йодказеїн вносять у молоко, нагріте до температури 50-60 °C, із розрахунку 5 г йодказеїну на 1 л молока. Суміш періодично перемішують протягом 60-75 хвилин до повного розчинення йодказеїну, підтримуючи протягом цього часу тепературу на рівні 50-60 °C. Для приготування розчину йодказеїну в розчині соди використовують 0,25 % розчин гідрокарбонату натрію, в який після нагрівання до 45-50 °C вносять йодказеїн із розрахунку 5 г на 1 л розчину. Суміш періодично перемішують протягом 20-30 хв до повного розчинення йодказеїну, підтримуючи протягом цього часу температуру 40-50 °C. Масова концентрація йоду в кефірі становить 0,2 ± 0,05 мг/кг.

## Кефір «Український»
Використання закваски, приготовленої на грибковій культурі «Київська К-1», а також технологічних режимів, що обумовлюють накопичення смакових і біологічно активних речовин, в тому числі в'язких біополімерів, які покращують консистенцію продукту, є особливістю кефіру «Українського». Кефір український має злегка в'язку сметаноподібну консистенцію за резервуарного і непорушну за термостатного способу виробництва, смак кисломолочний, злегка гострий.
Молоко приймають, нормалізують, очищають, гомогенізують. Молочну суміш пастеризують за температури від 85 до 89 °C з витримкою 10 хв і охолоджують до температури заквашування 27 ± 1 °C. Заквашування і сквашування суміші відбувається у резервуарах для кисломолочних продуктів. Суміш заквашують грибковою або виробничою закваскою, ретельно перемішують, мішалку виключають через 15 хв після подачі суміші. Доза внесення закваски відповідно: змивів з грибків — 1-2 %; виробничої — 1-3 % від маси суміші. Суміш сквашують за температури від 26 до 28 °C до утворення молочного згустку кислотністю 75-90°Т, тривалість сквашування — до 12 годин. Згусток починають охолоджувати шляхом подачі холодоагенту з температурою 1-6 °C у міжстінний простір. За кислотності згустку 90°Т проводять перше перемішування, тривалість і кратність перемішувань кисломолочного згустку залежить від в'язкості та інтенсивності охолодження.
Визрівання кефіру «Український» проводять за температури 6 ± 2 °C. За цього необхідно, щоб з моменту заквашування до кінця визрівання пройшло не менше 18 годин. Зберігання кефіру «Український» відбувається за температури 4 ± 2 °C не більше 36 годин, в тому числі на підприємстві виробникові — не більше 12 годин.

## Класифікація
Розрізняють одноденний, дводенний і триденний кефір.
Класифікація відображає певні якості кефіру:
- кислотність,
- ступінь накопичення вуглекислоти і спирту,
- ступінь зміни білків.

## Кулінарія

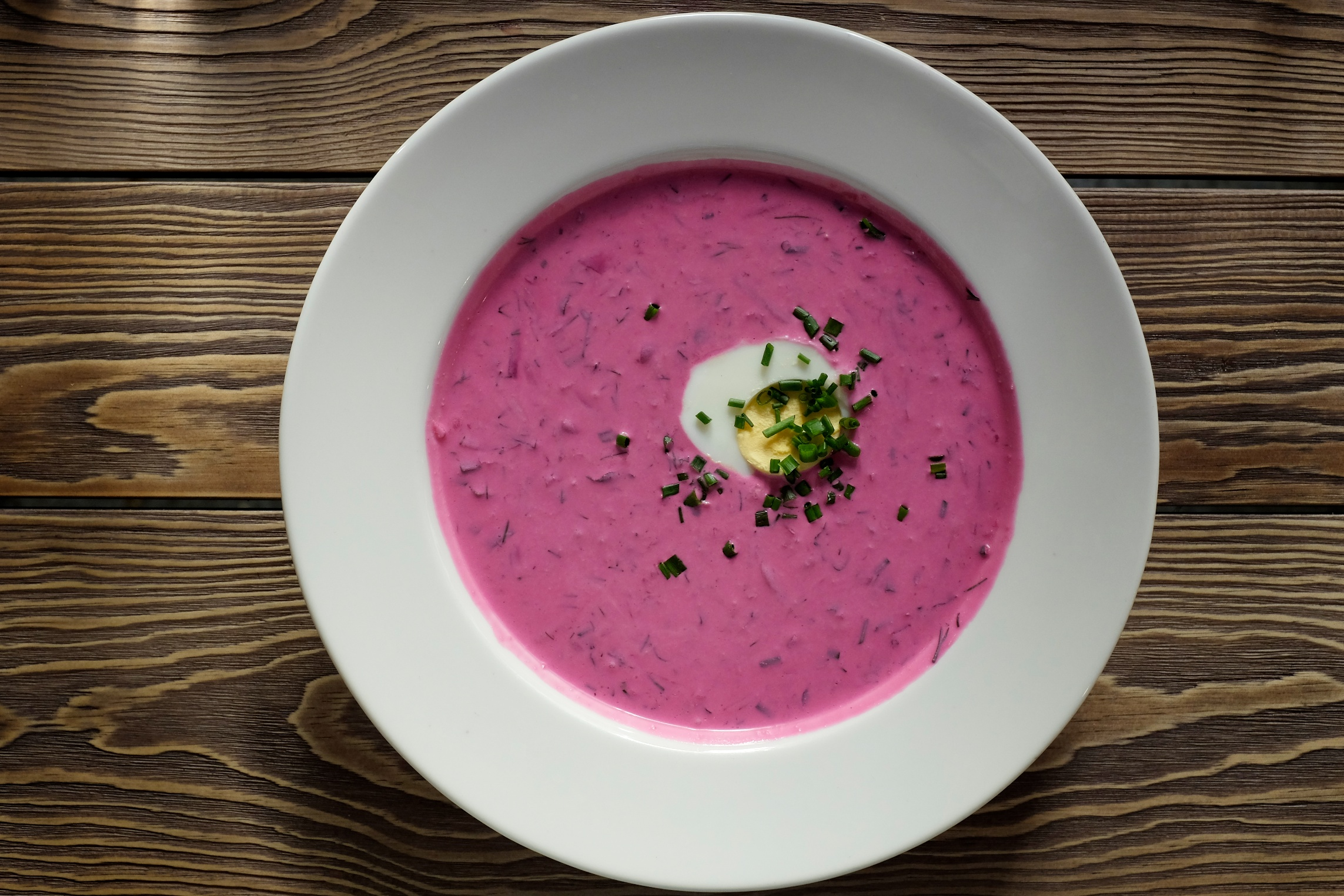
Литовський борщ на кефірі (šaltibarščiai)

Оскільки кефір містить бактерії Lactobacillus, його можна використовувати для приготування хліба на заквасці.  Він також корисний як замінник маслянки у випічці. Кефір є одним з основних інгредієнтів холодного борщу в Литві, також відомого в Польщі як литовський холодний суп (chłodnik litewski) та інших країнах. Суп окрошка на кефірі поширений на території колишнього Радянського Союзу. Кефір можна використовувати замість молока в пластівцях, гранолі, молочних коктейлях, заправках для салатів, морозиві, смузі та юшках.